# Подлог (Велике Лашче)
Подлог (словен. Podlog) је насељено место у општини Велике Лашче, Средњесловенска регија, Словенија.

## Историја
До територијалне реорганизације у Словенији био је у саставу града Љубљане, односно старе општине Вич–Рудник.

## Становништво
У попису становништва из 2011. године, Подлог је имао 30 становника.
| Број становника према пописима | Број становника према пописима | Број становника према пописима |
| ------------------------------ | ------------------------------ | ------------------------------ |
| 1991                           | 2002                           | 2011                           |
| 22                             | 24                             | 30                             |